# Gran Vía de Montero Ríos
A Gran Vía de Montero Ríos é uma avenida em Pontevedra (Espanha) localizada no centro da cidade, na zona burguesa do século XIX. É uma das avenidas mais emblemáticas de Pontevedra.

## Origem do nome
A avenida foi chamada Gran Vía porque era a mais larga da cidade quando foi criada. Após a sua morte em 1914, a avenida foi dedicada a Eugenio Montero Ríos, pela sua grande actividade política a favor de Pontevedra.

## História
A Gran Vía de Montero Ríos, originalmente conhecida como Gran Vía, foi concebida na década de 1870 para ligar a Alameda de Pontevedra aos terrenos do antigo recinto da feira. A sua concepção foi incluída no projecto encomendado pela Câmara Municipal em 1880 pelo arquitecto Alejandro Sesmero para o planeamento e desenvolvimento da Alameda.
Em 1884, o Conselho Provincial de Pontevedra comprou à Câmara Municipal de Pontevedra o terreno onde se encontra o Palácio da Deputação de Pontevedra. O palácio foi desenhado por Alejandro Sesmero e pelo seu pai Domingo Sesmero. Os trabalhos começaram a 1 de Março de 1884 e prolongaram-se até 8 de Novembro de 1890.
Também na década de 1880, a Câmara Municipal de Pontevedra comprou a propriedade localizada mais a oeste da Gran Vía à família Munaiz, um terreno ainda vazio, para construir um edifício para a nova Escola de Artes e Ofícios. O edifício foi desenhado pelo arquitecto Arturo Calvo Tomelén, que tomou a seu cargo o projecto em 1895. O edifício foi inaugurado em 1901.
Em 1905, a construção do novo edifício da Escola Secundária Provincial de Pontevedra começou junto às ruínas do Convento de São Domingos. O edifício, projectado pelos arquitectos Joaquín Rojí López-Calvo e José Lorite Kramer, foi concluído no início de 1926, com mais atrasos do que o esperado devido à crise económica. A escola foi inaugurada a 27 de Setembro de 1927 pelo Rei Afonso XIII, durante uma visita a Pontevedra.
Em Agosto de 1941, a Câmara Municipal de Pontevedra cedeu um terreno no final da Grande Via ao governo franquista para a construção de um monumento à memória dos soldados que morreram pela sua pátria. Foi construída uma grande cruz, ao estilo das que foram erguidas ao mesmo tempo em toda a Espanha.

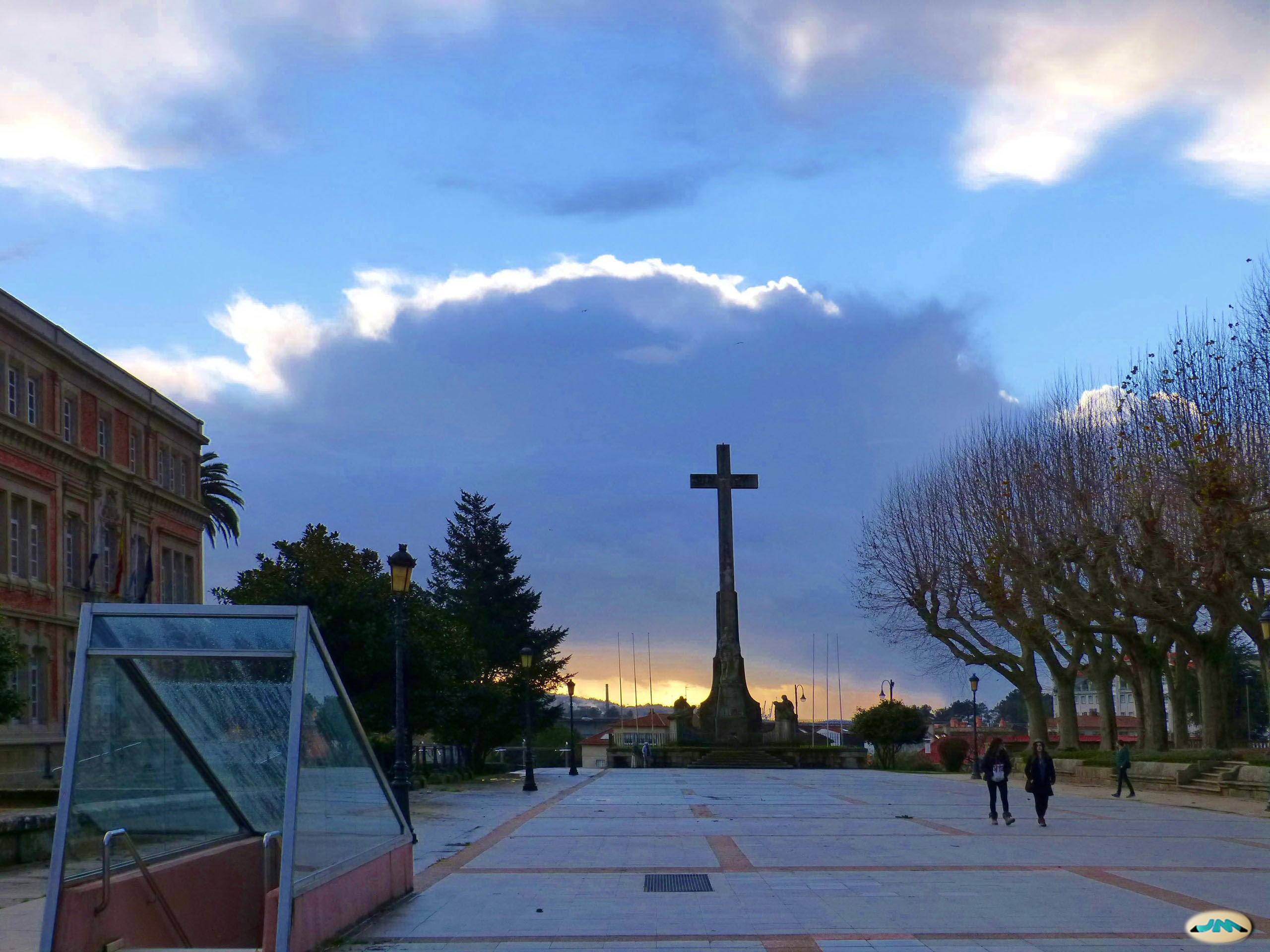
Gran Vía de Montero Ríos, final da avenida

Em Julho de 1984, foram concluídos os estudos para a construção do primeiro parque de estacionamento subterrâneo da cidade sob a Gran Vía de Montero Ríos, com uma capacidade para 376 veículos. A 23 de Março de 1985, a velha Cruz dos Soldados que morreram pela Pátria foi levantada a fim de realizar os trabalhos no parque de estacionamento. O parque de estacionamento foi inaugurado a 12 de Dezembro de 1985 e a avenida tornou-se a segunda via pedonal da cidade depois da Rua da Oliva.
A 12 de Agosto de 1986, o Monumento ao Soldado foi inaugurado no final da Gran Vía de Montero Ríos, por iniciativa do presidente da câmara José Rivas Fontán. A Câmara Municipal de Pontevedra optou por manter a cruz dos anos 40 e completá-la com um grupo escultórico, a fim de transformar a homenagem aos soldados que morreram pela sua pátria num Monumento ao Soldado.
Em 1996, a avenida foi rebaptizada Gran Vía de Montero Ríos, adoptando o nome tradicional de Gran Vía.
Em 2001, foram realizados trabalhos no parque de estacionamento subterrâneo e a Gran Vía de Montero Ríos foi completamente remodelada com uma nova superfície. A renovação foi inaugurada a 28 de Junho de 2001.

## Descrição
É uma avenida plana no centro da cidade com um percurso recto de 315 metros. A sua largura média é de 24 metros.
É uma avenida pedonal pavimentada localizada na zona de expansão burguesa da cidade do século XIX, que termina no monumento ao soldado. Muitos dos edifícios institucionais mais importantes da cidade encontram-se nesta avenida, tais como o Palácio do Conselho Provincial de Pontevedra, o edifício da antiga Escola Normal de Pontevedra e a Escola de Artes e Ofícios, a Escola Secundária Provincial e as ruínas do Convento de São Domingos.

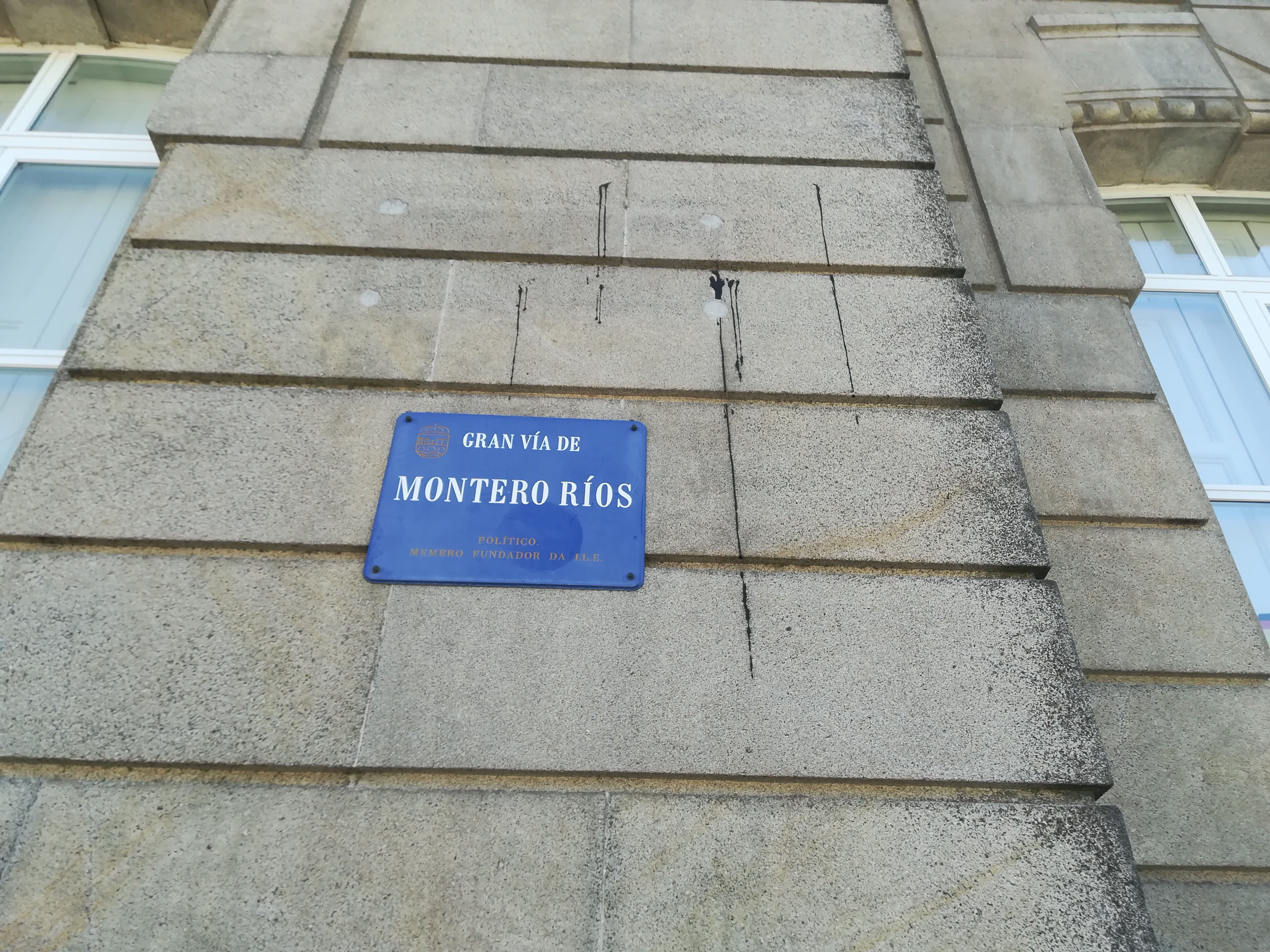
Placa de rua da Gran Vía de Montero Ríos

A Gran Vía de Montero Ríos começa no leste, no cruzamento da Praça de Espanha com a Rua Marqués de Riestra e termina no oeste, com escadas e declives que descem até à Avenida Rainha Vitória Eugénia. Faz fronteira a norte com a Alameda de Pontevedra e dispõe de um parque de estacionamento subterrâneo em baixo.
No final da Gran Vía de Montero Ríos, no lado oeste, encontra-se o Monumento ao Soldado, obra do escultor Alfonso Vilar Lamelas. É um grupo escultórico de 60 toneladas, constituído por uma cruz e um grupo de esculturas cujas dimensões totais são 16 metros de altura, 8,20 metros de largura e 3,40 metros de profundidade. As dimensões dos grupos de esculturas são de 3,45 m de altura, 2,10 m de largura e 1,05 m de profundidade. A cruz é revestida de pedra e tem uma estrutura de metal e betão. Por baixo da cruz encontra-se um grupo de esculturas de granito representando um soldado ferido, assistido por dois companheiros de pé. De cada lado da cruz estão dois outros grupos esculpidos com o mesmo tema, mas com soldados moribundos, assistidos por outros soldados que se curvam para os levar nos braços. O monumento é precedido por um lance de degraus e rodeado por uma balaustrada.

## Edifícios notáveis
O Palácio da Deputação de Pontevedra, situado no meio da Grande Via de Montero Ríos, pertence ao estilo eclético com elementos e conceitos inspirados na arquitectura francesa. É construído em pedra, tem uma planta quadrada e dois andares. A fachada está simetricamente organizada, com um corpo central e dois corpos laterais ligeiramente avançados, com pedras cortadas em relevo. Uma grande escadaria conduz à entrada principal, que é inspirada por um arco triunfal, com arcos de volta perfeita emoldurados por colunas caneladas com capitéis jónicos.

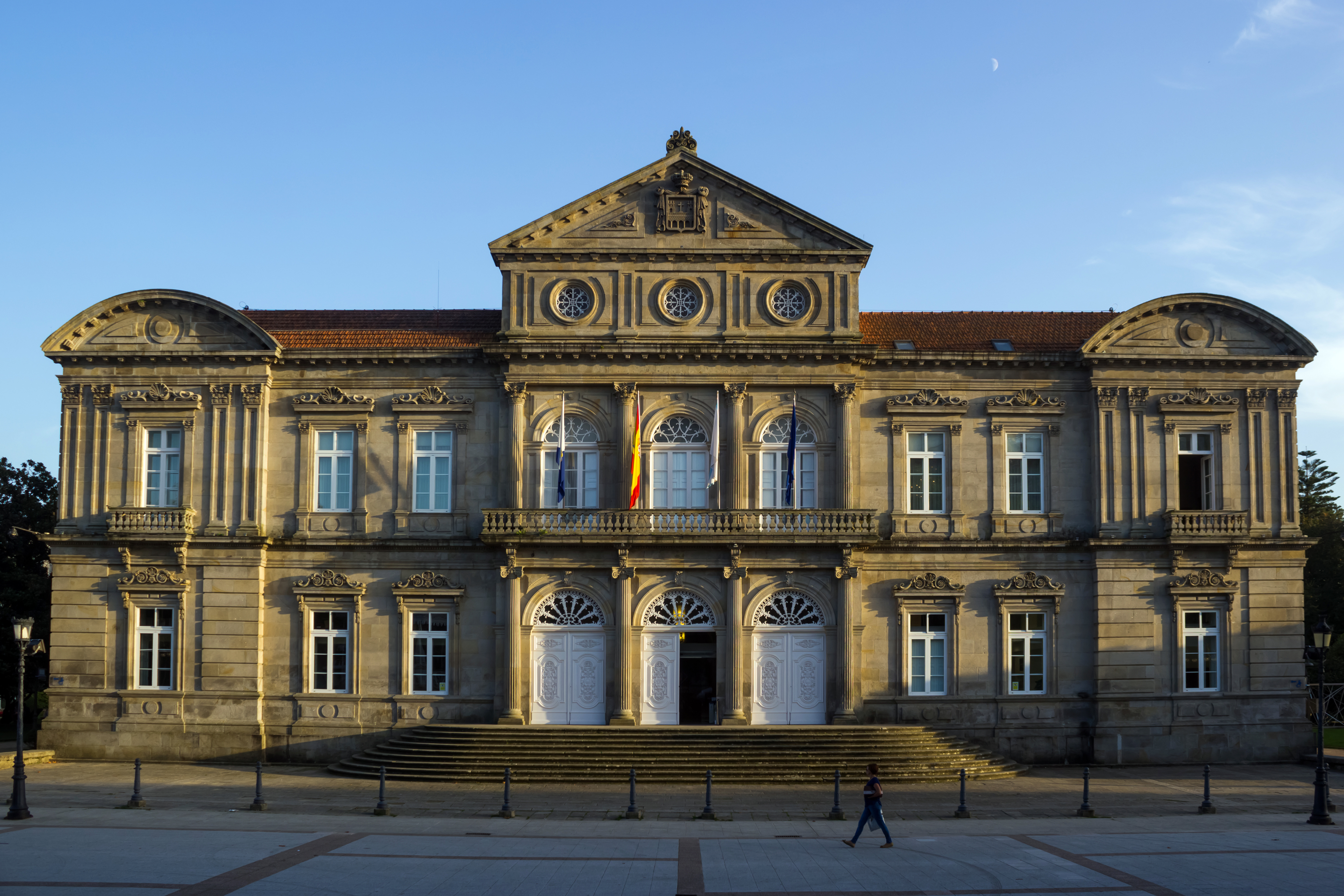
Palácio da Deputação Provincial de Pontevedra.

O edifício da antiga Escola de Artes e Ofícios de Pontevedra e da Escola Normal de Pontevedra é um edifício de estilo ecléctico com uma planta quadrada, três andares e meia cave. Originalmente, o edifício tinha dois andares e um andar recuado que mais tarde foi transformado num terceiro andar completo. A fachada tem o esquema tradicional de dois tons de tijolo fino avermelhado e rosado e granito, com detalhes de pedra decorativa à volta das janelas e pilastras. Está rodeado por uma base de granito.
O edifício da Escola Secundária Valle-Inclán é um exemplo sóbrio e elegante dos estilos eclético e Art Nouveau. É composto por uma cave, um rés-do-chão e dois andares superiores. A decoração Art Nouveau das fachadas, portas e janelas, assim como a decoração dos lintéis de janelas e das lucarnas na parte central do telhado, são notáveis. A decoração das fachadas consiste principalmente em motivos geométricos nas janelas e portas, motivos florais e pequenos círculos. O corpo central da fachada da entrada principal é decorado no estilo Art Nouveau: uma grande janela com um lintel curvo e um ritmo Secessionista geométrico. Tem uma torre na qual os directores da escola viveram durante os primeiros anos da sua existência.
As Ruínas do Convento de São Domingos são os vestígios de um convento gótico do século XIV. Hoje, juntamente com outros cinco edifícios, formam o Museu Provincial de Pontevedra e foram declarados Bem de Interesse Cultural em 1895. Apenas se conserva a cabeceira, com cinco capelas apsidais correspondentes ao braço transversal do transepto, que constituem o exemplo mais puro da arquitectura gótica na Galiza.

## Galeria

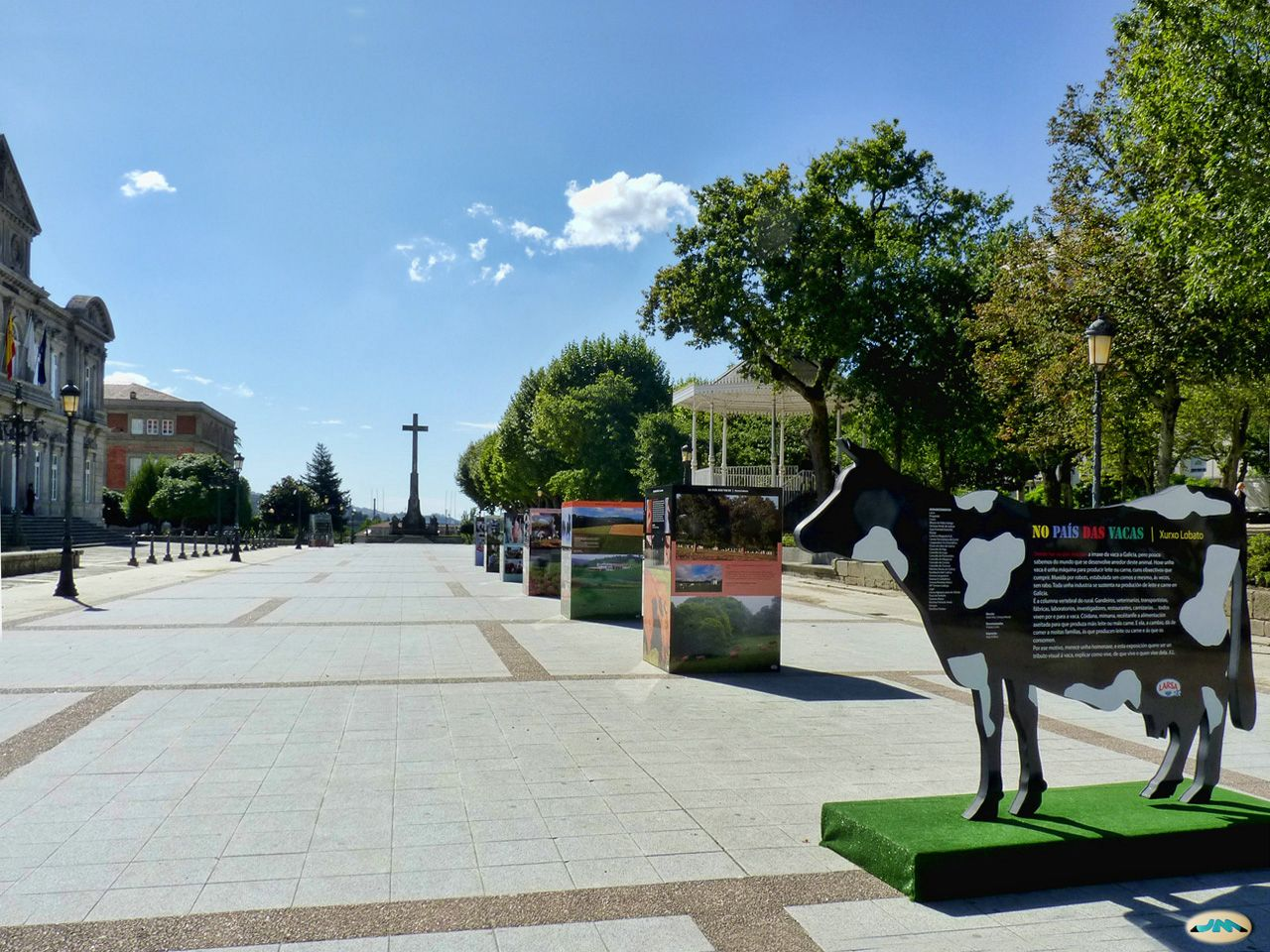
Exposição na Gran Vía em 2012
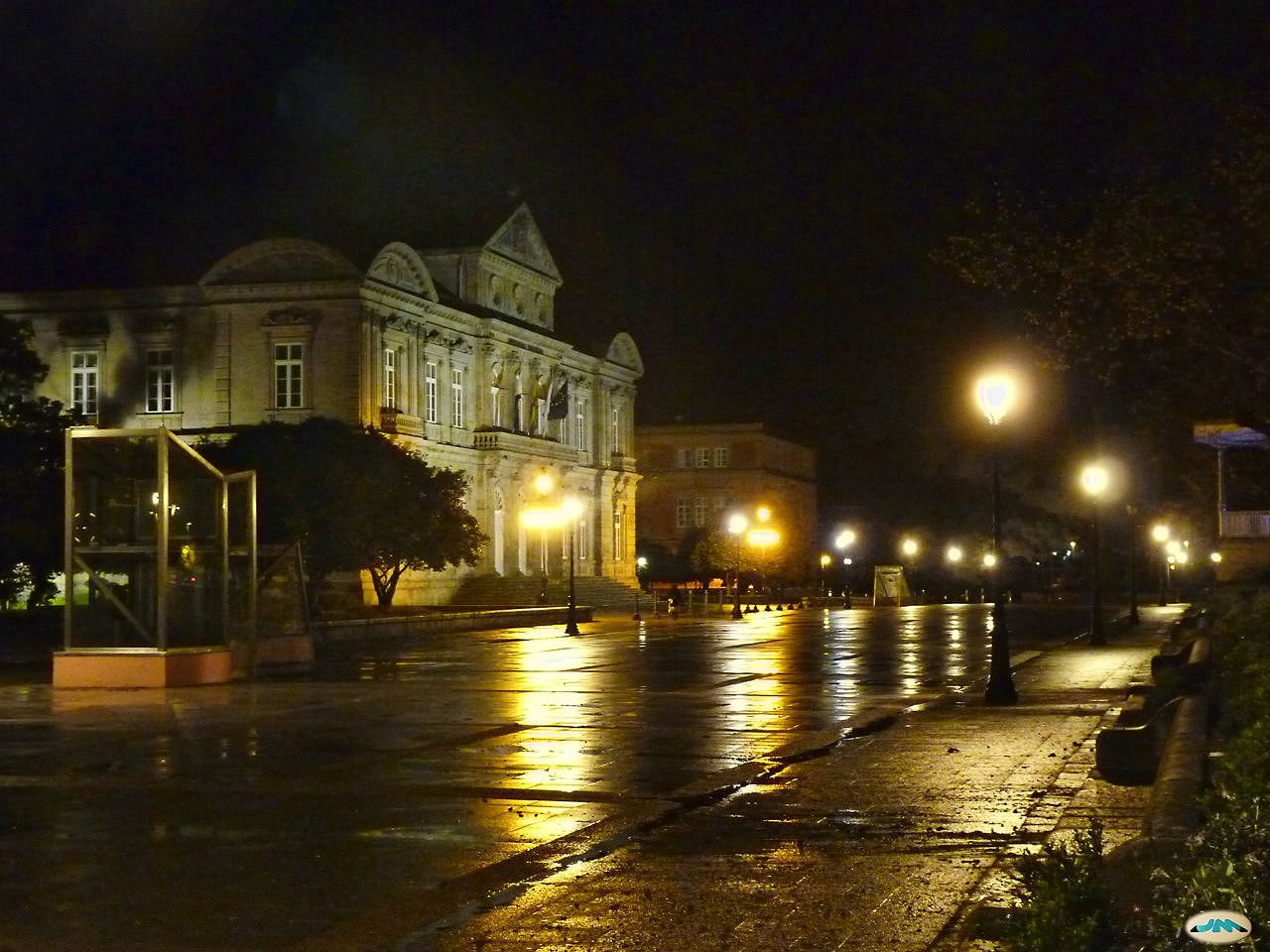
A Gran Vía de Montero Ríos à noite
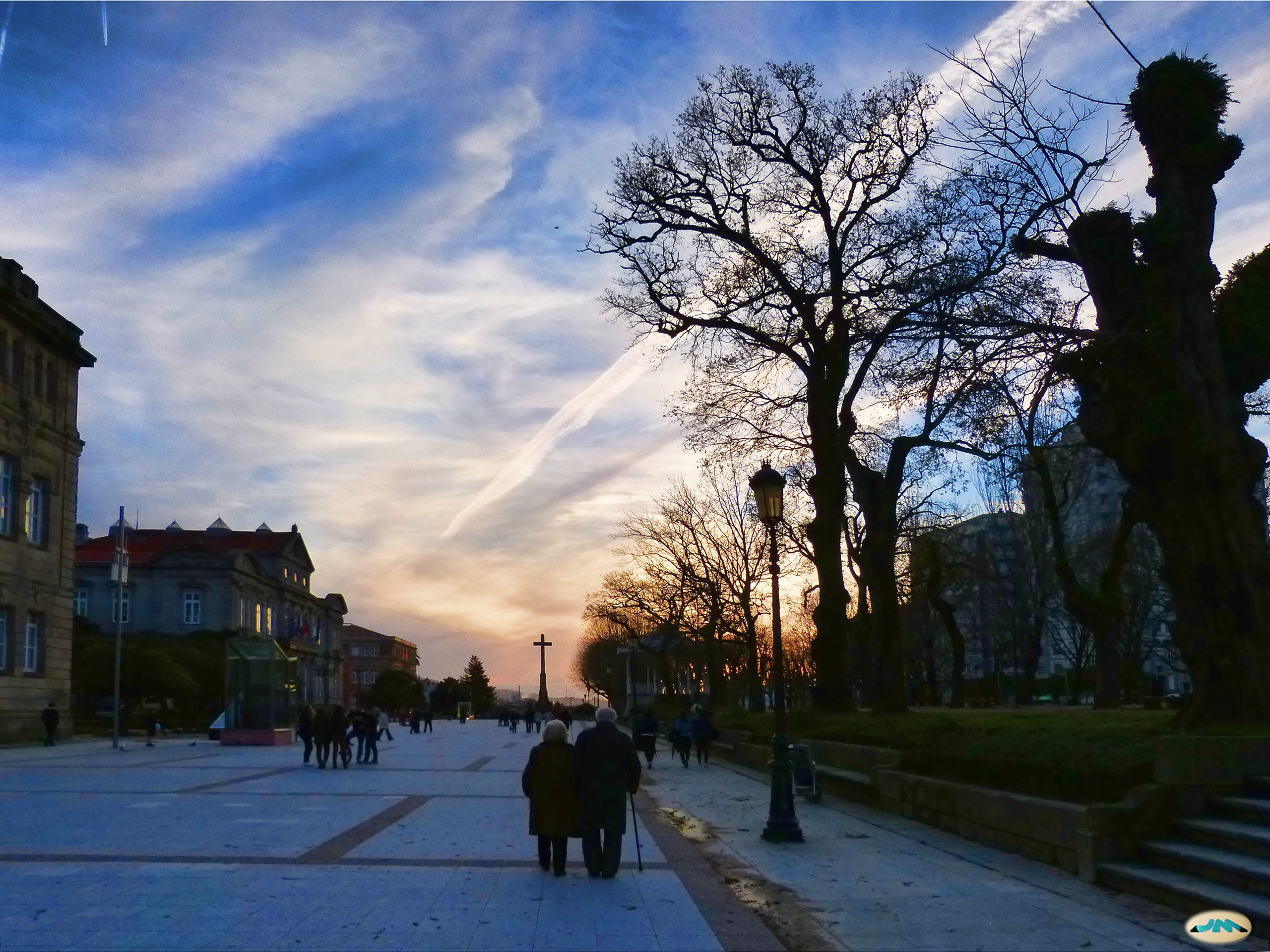
A Gran Vía ao entardecer
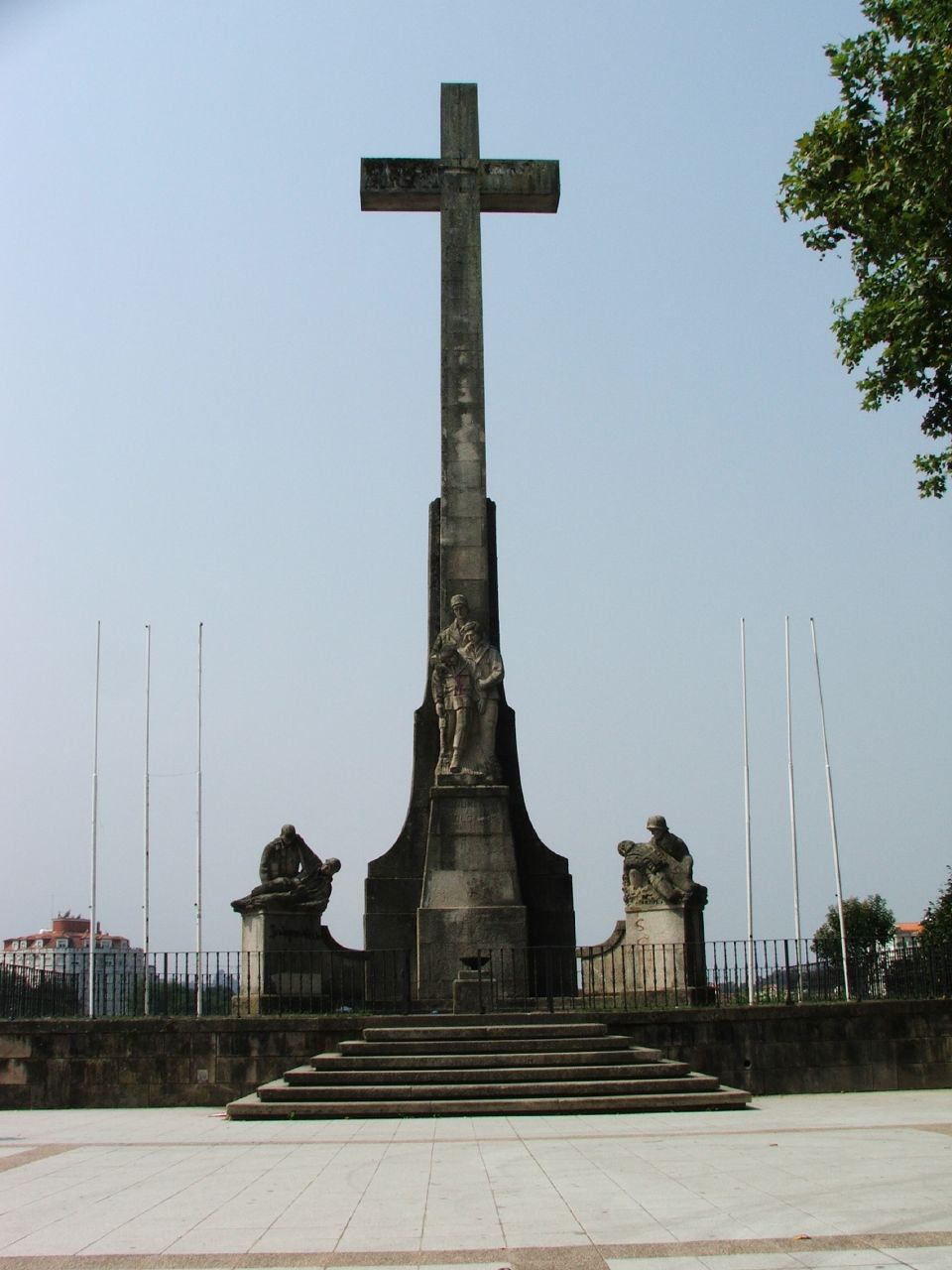
Monumento ao Soldado de Alfonso Vilar Lamelas (1986)
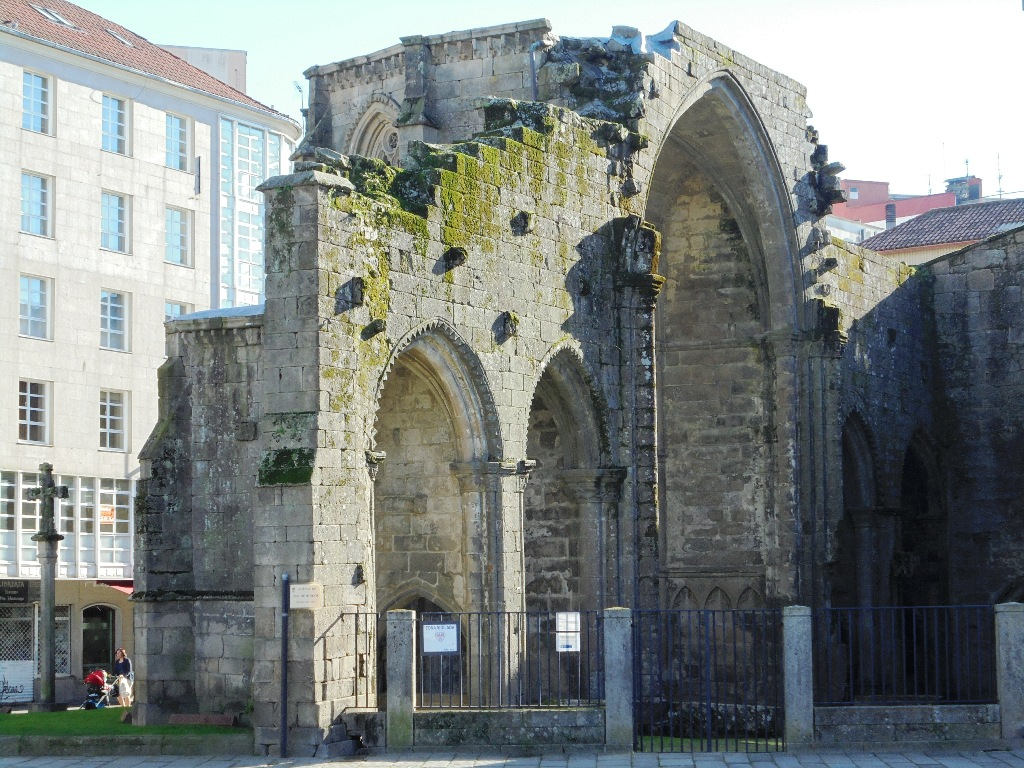
Ruínas do Convento de São Domingos
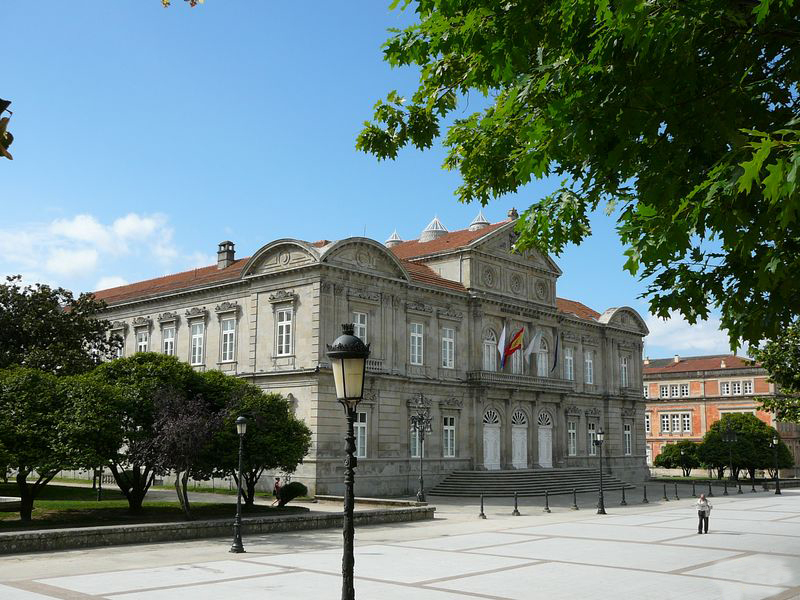
Palácio do Conselho Provincial de Pontevedra
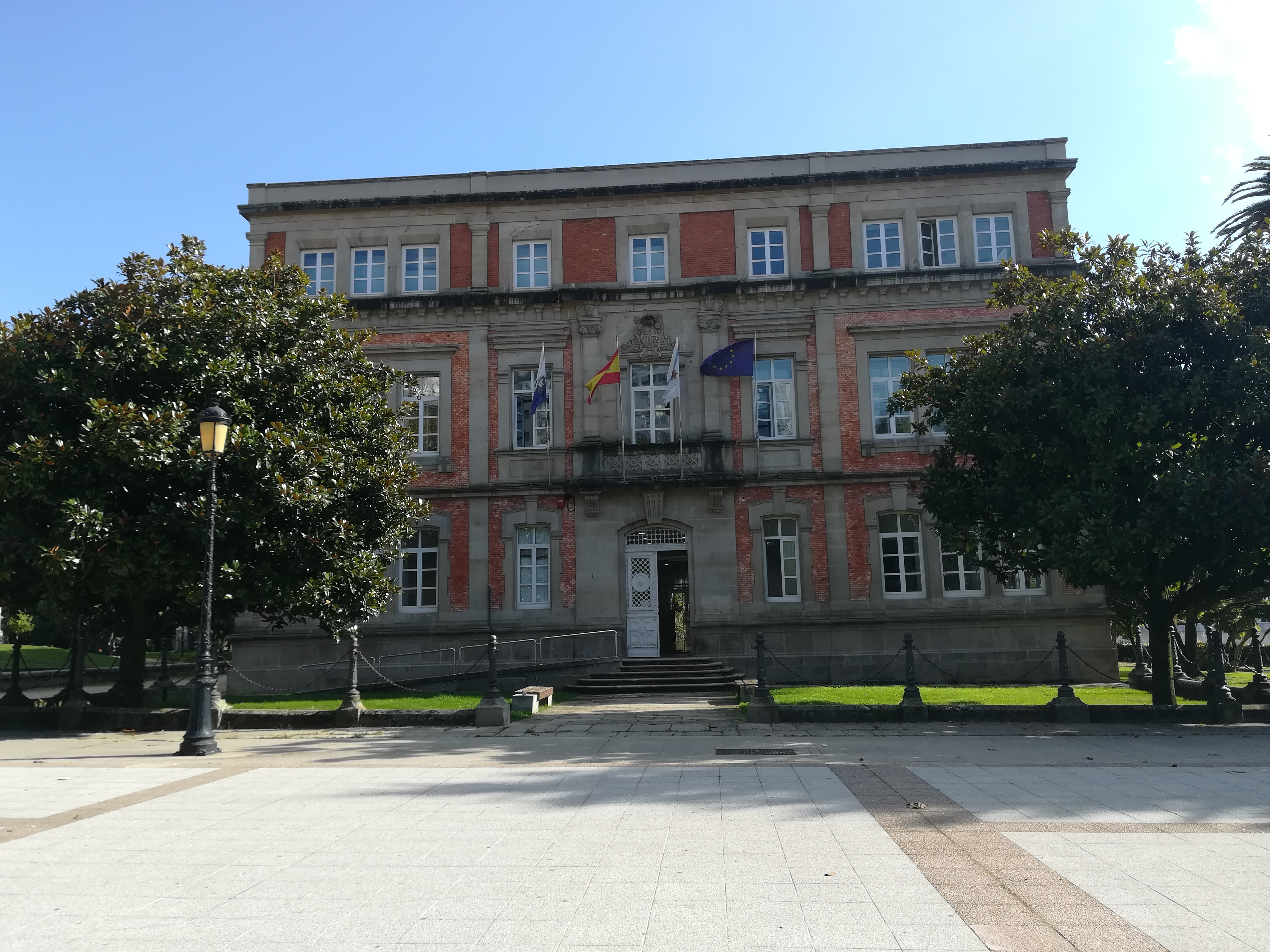
Edifício da antiga Escola de Artes e Ofícios
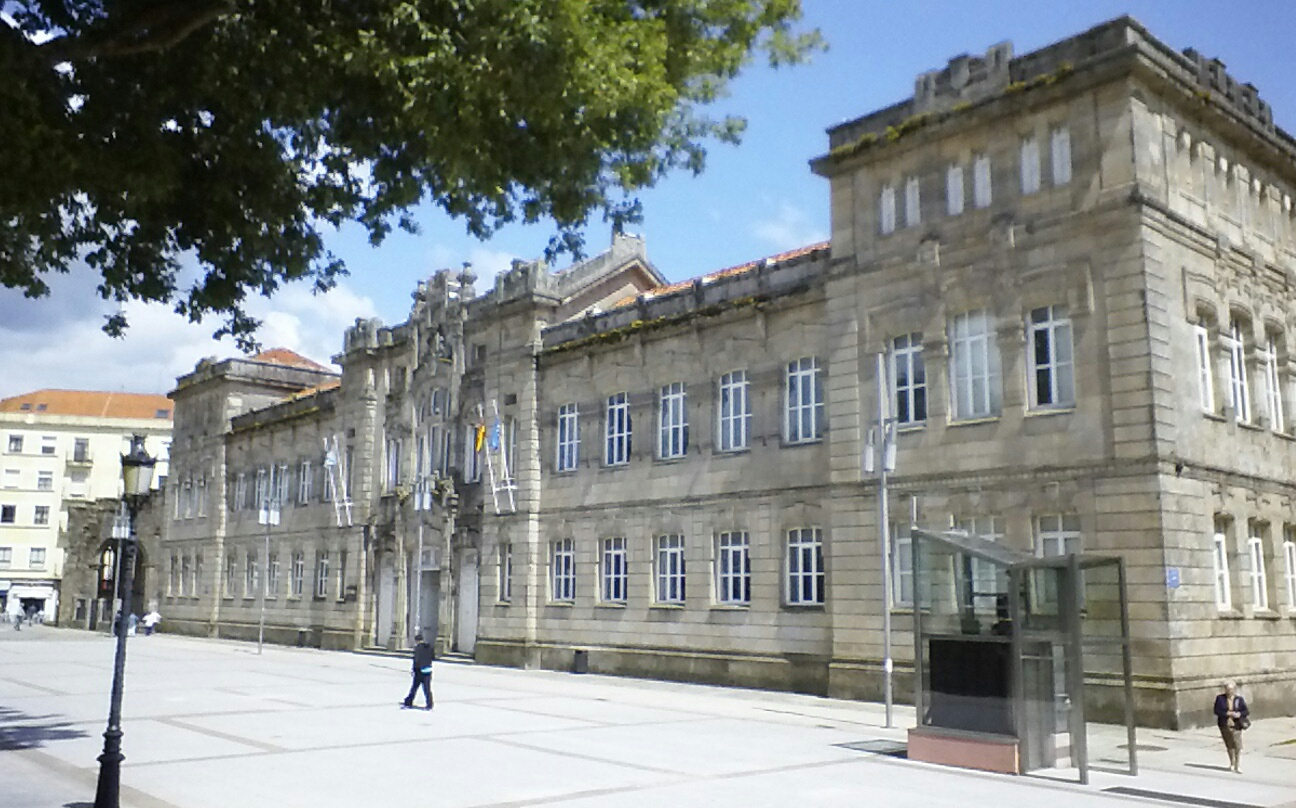
Edifício da Escola Secundária Valle-Inclán
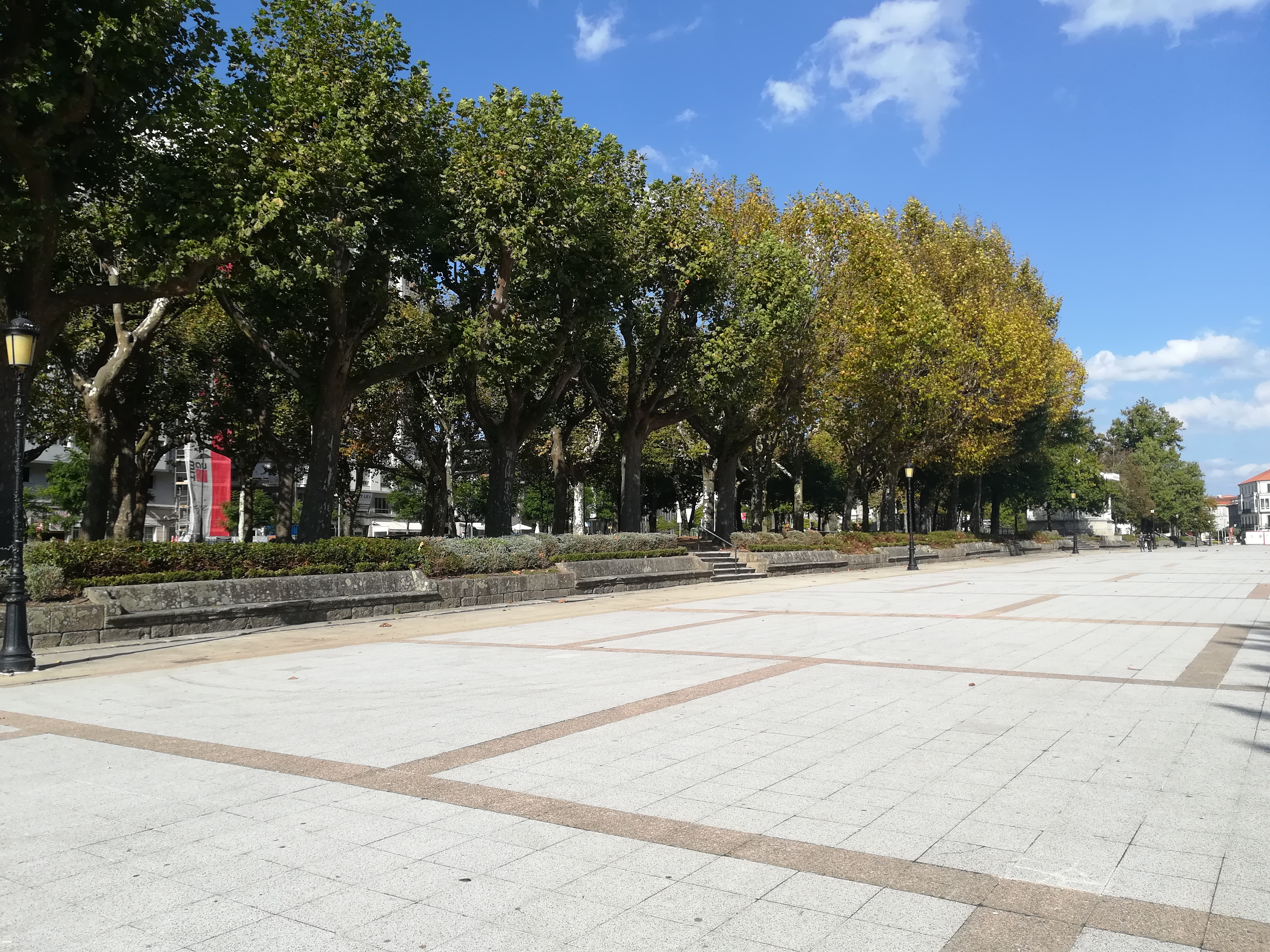
Vista geral da Gran Vía
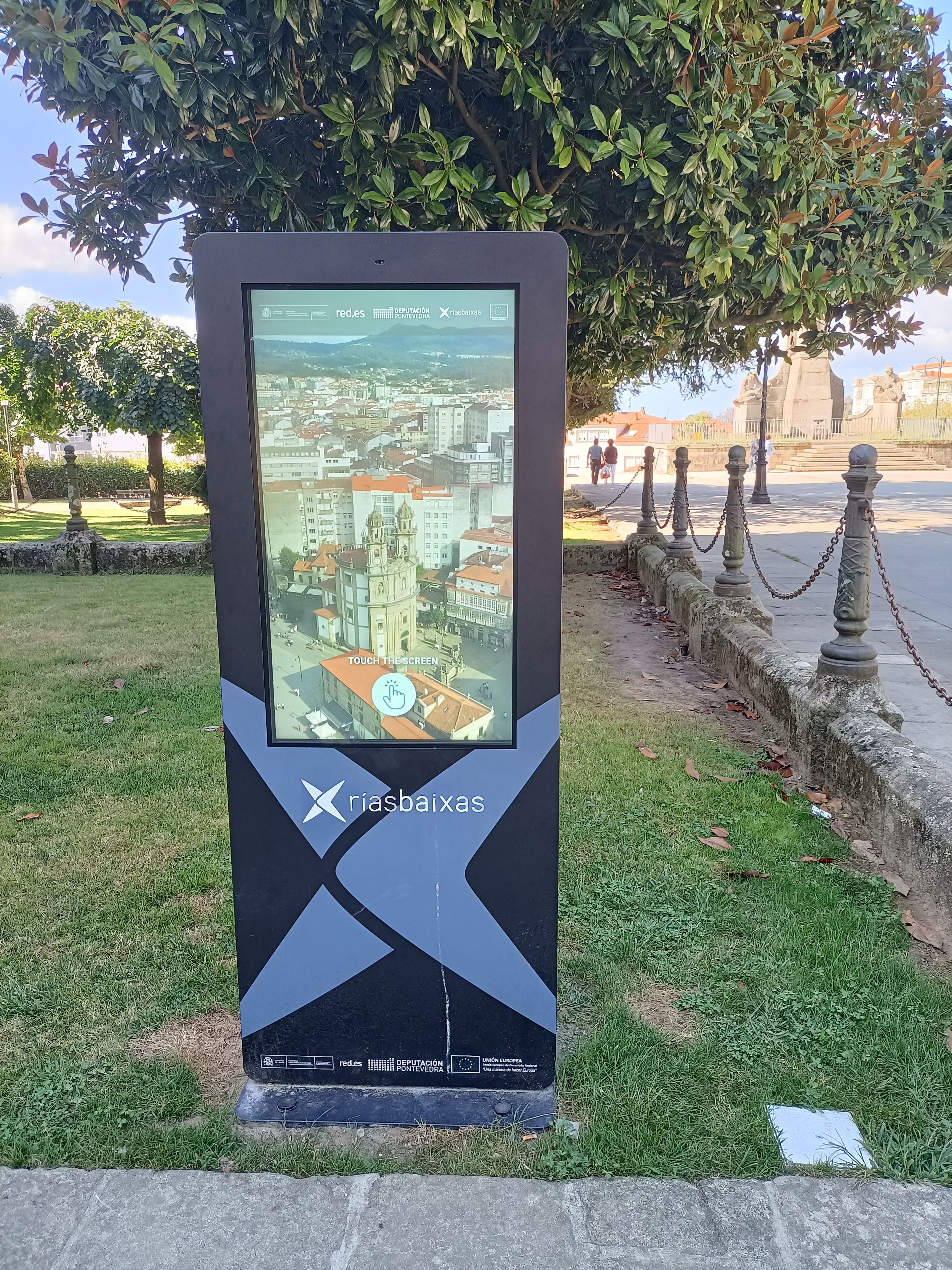
Ecrã turístico da cidade

### Artigos relacionados
- Ensanche-Centro da cidade
- Praça de Espanha
- Alameda de Pontevedra
- Palácio da Deputação Provincial de Pontevedra
- Edifício da Antiga Escola Normal de Pontevedra
- Edifício da Escola Secundária Valle-Inclán